# Abadía de Maubuisson
La abadía de Maubuisson (originalmente llamada  Notre-Dame-la-Royale) es una antigua abadía real cisterciense, fundada en 1241 por Blanca de Castilla (1188-1252), reina consorte de Luis VIII de Francia (1187-1226) y después regente, en nombre de su hijo Luis IX (1214-1270). Está situada en la comuna francesa de Saint-Ouen-l'Aumône, cerca del castillo de Pontoise, en el Val-d'Oise.
En el contexto de refuerzo de los lazos entre las casas reales y las abadías, Blanca de Castilla decide financiar su propia abadía. En 1236, la reina anexa Pontoise y Saint-Ouen-l'Aumône a sus dominios. Esas tierras tienen la ventaja de estar situadas en las proximidades del castillo y residencia de Pontoise, al lado del río Liesse. Adquiere los terrenos y en 1236 comienza la construcción del monasterio. En las proximidades de Saint-Ouen-l'Aumône funda Maubuisson del latín malodumum que significa "mata maldita", en alusión a un antiguo escondrijo de malhechores; la abadía "santificaría" ese lugar de mala fama. La abadía recibe el nombre de Notre-Dame-la-Royale, en honor de la Virgen María, patrona de Francia. No obstante, Maubuisson fue el nombre que prevaleció. La abadía fue fundada en 1241 y, a partir de 1244, estuvo ligada a la orden cisterciense. Al ser residencia real la construcción estaba muy protegida. Su sólida economía dio a la abadía un importante papel en la región y, además, consiguió sobrevivir a la Guerra de los Cien Años.
En 1242, llega la primera comunidad procedente de la abadía de Saint-Antoine-des-Champs (París). Las monjas disponen de la nuevas dependencias monásticas que incluían también las construcciones auxiliares (granja...) y también una residencia real. La iglesia no fue consagrada hasta 1244. Entre sus privilegios estaban que el monasterio dependía directamente de la Santa Sede y quedaba fuera de la jurisdicción episcopal; exención del voto de pobreza para las monjas, lo que les permitía disfrutar de sus posesiones y disponer de ellas libremente. La fundadora y su hijo Luis IX mantuvieron el contacto con el monasterio, lo protegieron y lo visitaban con frecuencia. Blanca de Castilla murió en 1252 y su cuerpo fue enterrado aquí.

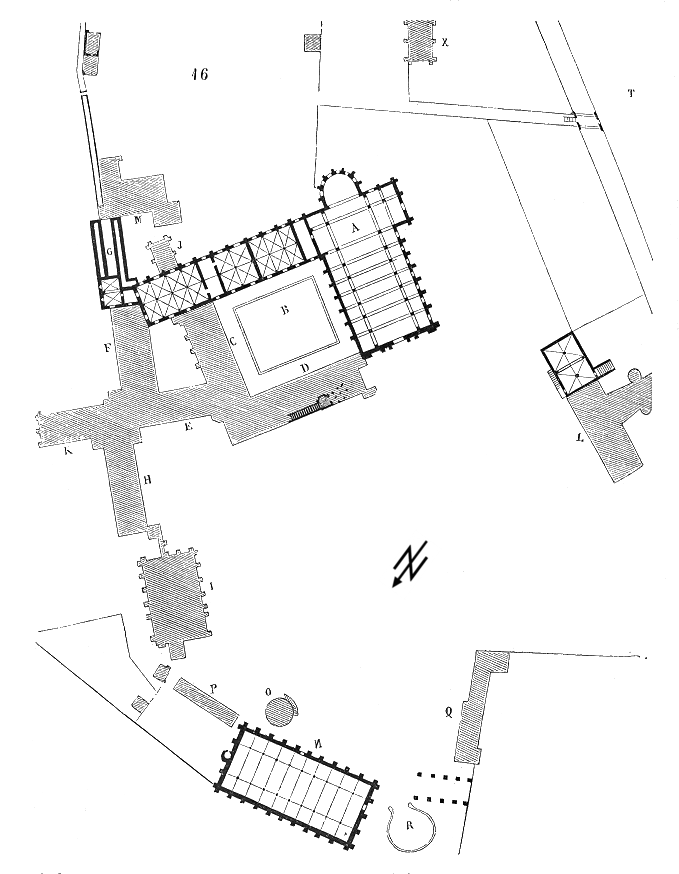
Planta de la Abadía de Maubuisson

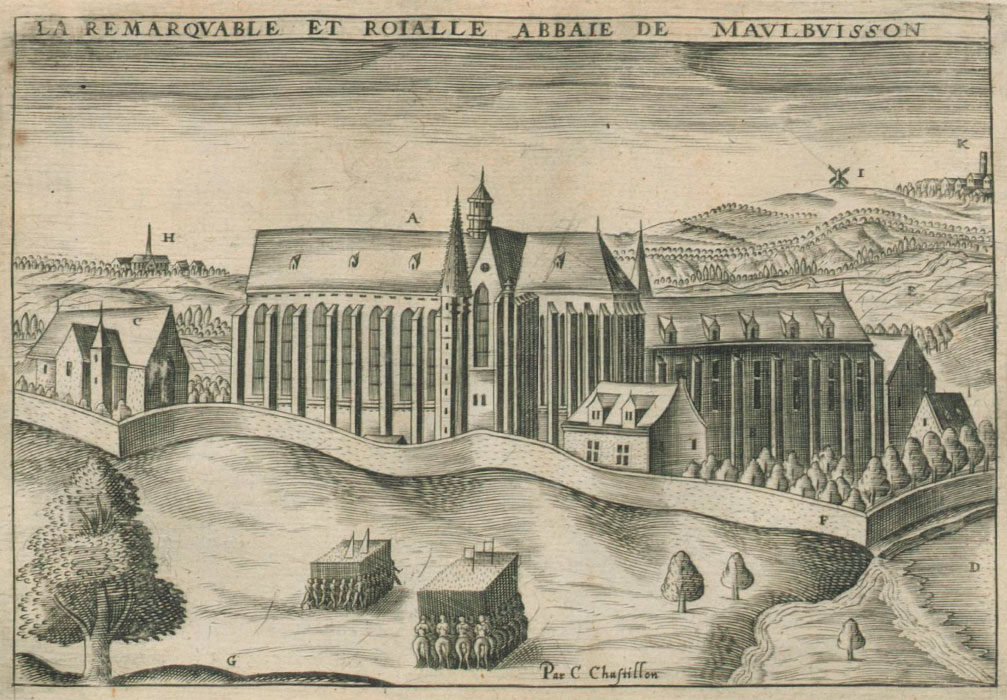
La abadía en el

Los monarcas sucesores frecuentaron Maubuisson y lo hicieron un lugar de estancias más o menos duraderas. A causa de la guerra de los Cien Años todo ello quedó interrumpido hasta que, a mediados del siglo XIV, las cistercienses abandonan el monasterio para refugiarse en París durante un corto periodo de tiempo. La inseguridad perduró muchos años. En 1441 se convirtió en el cuartel general de Carlos VII mientras asediaba y expulsaba a los ingleses de Pontoise.
A comienzos del siglo XVI, bajo el impulso de la abadesa Antoinette de Dinteville (1482-1523), se amplia el convento que ya alberga a 120 monjas. En 1543 Marie de Annebault es nombrada primera abadesa comendataria de la casa. Durante la segunda mitad del siglo XVI, durante las Guerras de religión de Francia la abadía fue atacada y saqueada por los protestantes al menos dos veces, en 1566 y 1588.
Entre las abadesas habidas destaca el nombramiento en 1594 de Angélique de Estrées gracias a la iniciativa de Gabrielle de Estrées (1570/3-1599), su hermana y amante de Enrique IV de Francia (1553-1610). En su abadiato decayó la observancia hasta el punto de hablarse de la vida disipada de la comunidad en aquella época. En 1599, Gabrielle fue enterrada en el recinto del coro de la comunidad. En 1618 y después de muchos obstáculos, Angélique fue despojada del cargo. La inevitable reforma de la observancia se le encargó a una antigua monja de Maubuisson, Angélique Arnauld (1591-1661) que procedía de la abadía de Port-Royal des Champs (Yvelines), también reformada en aquella época. A la sombra de Port-Royal, la comunidad de Maubuisson se vio influenciada por el jansenismo, fue decayendo su influencia y el número de monjas se redujo hasta 18 en 1780. Finalmente se cerró en 1787 por orden de Luis XVI.
Después de la Revolución fue convertida en hospital militar y más adelante demolida. Hoy prácticamente solo quedan las construcciones que se encontraban al lado de levante del claustro, adaptadas como centro de arte.

## Abadesas
- 1242-1275: Guillemette I
- 1275-1276: Agnès de Laval
- 1276-1309: White de Brienne d'Eu
- 1309-1345: Isabelle de Montmorency
- 1345-1362: Marguerite I de Moncy
- 1362-1390: Philippa Paynel de Hambye
- 1390-1391: Catherine I de Flins
- 1391-1406: Jeanne d'Ivry
- 1406-1456: Catherine II de Estouteville
- 1456-1461: Madeleine I
- 1461-1473: Marguerite II Danes
- 1473-1482: Guillemette II Martine
- 1482-1523: Antoinette de Dinteville des Chenets
- 1523-1524: Henriette de Villers la Faye
- 1524-1543: Marie de Montmorency
- 1543-1546: Marie II de Annebault
- 1546-1574: Marie III de Pisseleu d'Heilly
- 1574-1594: Madeleine II Tiercelin de Brosses
- 1594-1597: Françoise Tiercelin de Brosses
- 1597-1618: Angélique d'Estrées
- 1618-1621: Angélica Arnauld Interim de las Abadesas de Port-Royal des Champs
- 1623-1626: Charlotte I de Bourbon-Soissons
- 1626-1648: Maria IV Suireau de Rocheren
- 1648-1652: Susana de Hénin-Liétard de Roches
- 1652-1653: Marguerite III de Béthune of Orval
- 1653-1664: Catherine III Angélique of Valois-Orléans-Longueville
- 1664-1709: Luisa del Palatinado (1622-1709)
- 1709-1719: Charlotte II Joubert de la Bastide de Chateaumorand
- 1719-1765: Charlotte III de Colbert-Croissy
- 1765-1766: Marie V Marguerite de Jarente de Sénas d’Orgeval
- 1766-1780: Venture-Gabrielle de Pontevès of Maubousquet
- 1780-1786: Gabrielle-Césarine de Beynac